# 장기초등학교 (경기)
장기초등학교는 대한민국 경기도 김포시에 있는 공립 초등학교이다.

## 학교 연혁
- 2006년 5월 30일 장기초등학교 설립 인가
- 2008년 3월 1일 초대 임명수 교장 취임
- 2008년 3월 1일 장기초등학교 개교, 6학급 편성
- 2008년 3월 1일 장기초등학교 병설유치원 개원
- 2008년 4월 15일 장기초등학교 병설유치원 입학식
- 2008년 6월 10일 장기초등학교 개교기념식
- 2009년 2월 11일 장기초등학교 병설유치원 제1회 졸업식(총 32명 졸업)
- 2009년 2월 12일 장기초등학교 제1회 졸업식(총 94명 졸업)
- 2009년 3월 1일 장기초등학교 32학급 편성(특수 1학급), 장기초병설유치원 2학급 편성
- 2010년 3월 1일 장기초등학교 41학급 편성(특수 1학급), 장기초병설유치원 2학급 편성
- 2011년 3월 1일 장기초등학교 43학급 편성(특수 1학급), 장기초병설유치원 2학급 편성
- 2012년 3월 1일 장기초등학교 44학급 편성(특수 1학급), 장기초병설유치원 2학급 편성
- 2013년 3월 1일 장기초등학교 45학급 편성(특수 1학급), 장기초병설유치원 2학급 편성
- 2014년 2월 13일 장기초등학교 제7회 졸업식(총 219명 졸업)
- 2014년 3월 1일 장기초등학교 46학급 편성(특수 1학급), 장기초병설유치원 2학급 편성
- 2015년 3월 1일 장기초등학교 46학급 편성(특수 1학급), 장기초병설유치원 2학급 편성
- 2015년 3월 1일 제2대 오병영 교장